# Morro do Castelo
Morro do Castelo är en kulle i Brasilien.   Den ligger i kommunen Rio de Janeiro och delstaten Rio de Janeiro, i den sydöstra delen av landet, 900 km sydost om huvudstaden Brasília. Toppen på Morro do Castelo är 33 meter över havet.
Terrängen runt Morro do Castelo är platt. Havet är nära Morro do Castelo åt nordväst. Runt Morro do Castelo är det mycket tätbefolkat, med 5 021 invånare per kvadratkilometer.. Närmaste större samhälle är Rio de Janeiro, 19,8 km sydväst om Morro do Castelo. 
Runt Morro do Castelo är det i huvudsak tätbebyggt.